# Black Sands
Albums de Bonobo
Days to Come (2006) The North Borders (2013)
Black Sands est le quatrième album studio du DJ anglais Bonobo. Il est sorti le 29 mars 2010. La pochette arbore une photographie prise à Derwentwater , dans l'Angleterre du Nord. La tour en arrière-plan se situe à Castlerigg (en).

## Critique
Le site de musique Allmusic.com a donné une note de 3,5 étoiles sur 5 et a dit de cet album « [d]ans ce style de musique électronique (chillout/downtempo), même si Bonobo refuse de cantonner à ce genre de division et y réussi plutôt bien [...], Black Sands amène une touche de vie et de chaleur qui est la bienvenue, ».

## Liste des titres
| 1.    | Prelude                              | 1:18 |
| 2.    | Kiara                                | 3:50 |
| 3.    | Kong                                 | 3:58 |
| 4.    | Eyes Down (feat. Andreya Triana)     | 5:26 |
| 5.    | El Toro                              | 3:44 |
| 6.    | We Could Forever                     | 4:20 |
| 7.    | 1009                                 | 4:30 |
| 8.    | All In Forms                         | 4:52 |
| 9.    | The Keeper (feat. Andreya Triana)    | 4:49 |
| 10.   | Stay the Same (feat. Andreya Triana) | 4:45 |
| 11.   | Animals                              | 6:45 |
| 12.   | Black Sands                          | 6:49 |
| 55:06 |                                      |      |

### Traductions
1. ↑  (en) « For a style of electronica (chillout/downtempo) that's grown decidedly dusty over the past decade -- even though Bonobo is clearly striving to move well beyond such staid genre divisions, and in many ways succeeding, that's probably still the best place to slot him if you gotta -- Black Sands is a welcome infusion of life and warmth. »